# Josephine Bakhita
Josephine Margaret Bakhita (Olgossa, ca. 1869 - Schio, 8 februari 1947) was een Soedanees-Italiaanse religieuze zuster van de Dochters van de Naastenliefde (Canossa) die 45 jaar in Italië woonde, nadat ze in Soedan slaaf was geweest. In 2000 werd ze door de Rooms-Katholieke Kerk heilig verklaard. 